# Sede da Fazenda Dumont

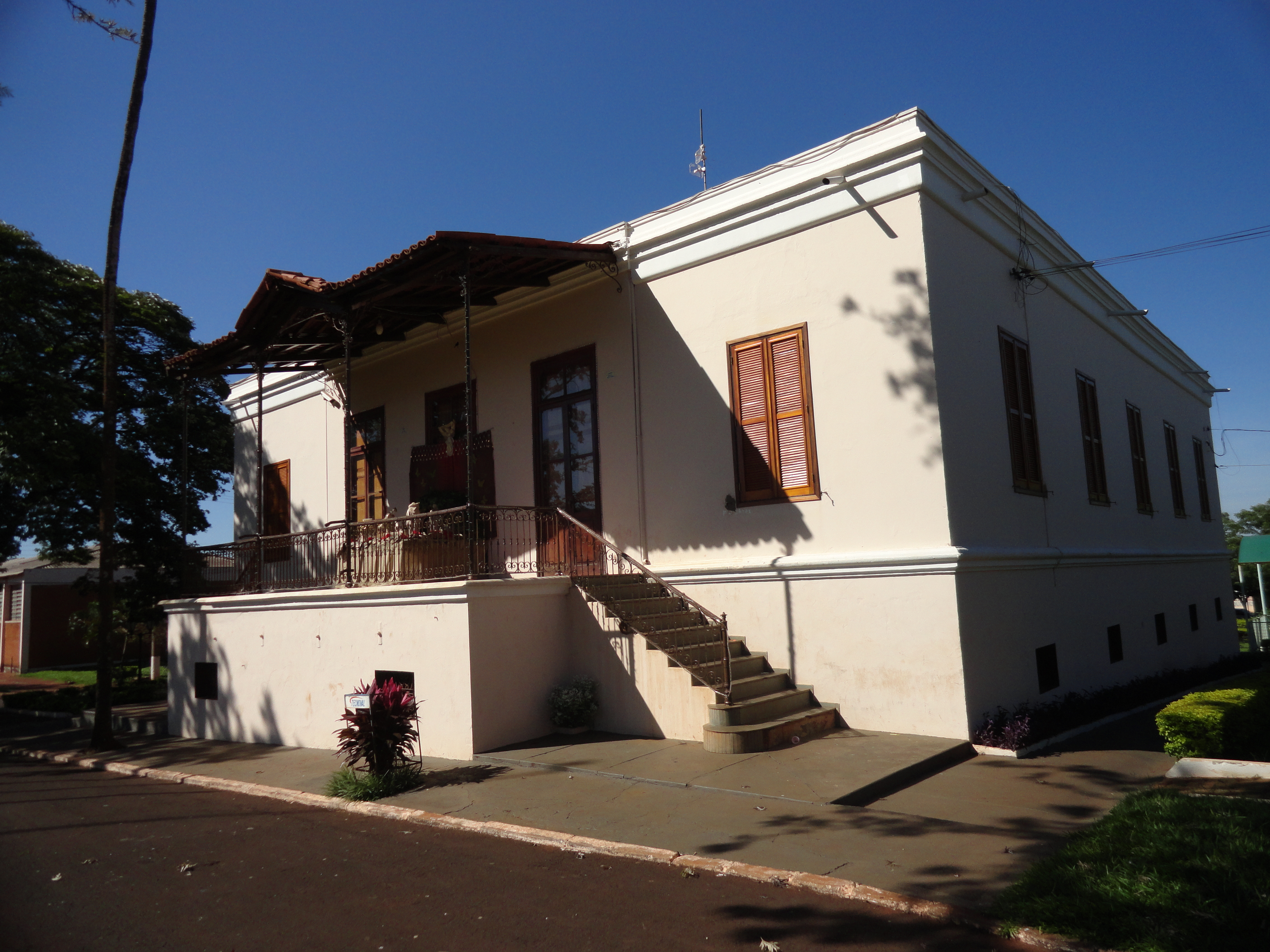
Fazenda Dumont - Sede

A Fazenda Dumont deu origem à cidade de Dumont e pertenceu ao pai de Alberto Santos Dumont que a adquiriu em 1879. A casa sede da fazenda foi construída provavelmente no final do século XIX. Atualmente, a casa é utilizada pela prefeitura de Dumont.

## História
Em 1879, Henrique Dumont, pai de Santos Dumont, adquire a Fazenda Arindeúva na zona de Ribeirão Preto e dá o nome de Companhia Agrícola Fazenda Dumont. A fazenda tornou-se uma grande propriedade agrícola, chegando a produzir cinco milhões de pés de café e fazendo com que  Henrique Dumont ficasse conhecido como o “O Rei do café”. Foi construída inclusive uma ferrovia particular, cujas locomotivas foram importadas da Inglaterra, que percorria os cafezais e levava o produto para a Estação da Mogiana em Ribeirão Preto. Após acidente que o deixou hemiplégico, Henrique Dumont vendeu a fazenda em 1891 para a Companhia Melhoramentos do Brasil. Em 1894, ela foi transferida a um grupo de capitalistas ingleses, que fundaram a “Dumont Coffe Company”. 
Vários imigrantes, principalmente italianos, vieram para trabalhar na Fazenda Dumont. Com a crise da cultura cafeeira, os ingleses lotearam e venderam a fazenda para as famílias que aqui moravam, dando origem assim ao município de Dumont.[carece de fontes?]

## A Casa Sede
A atual sede da prefeitura de Dumont é a casa onde morou a família de Henrique Dumont. A sala possui uma moldura do 14-Bis, o desenho de um dirigível cortando o céu de Paris e um magnífico quadro de óleo sobre tela da Torre Eiffel, pintado pelo belga George Wambach.
Alberto Santos Dumont, o "pai da aviação", residiu na casa dos seis aos quinze anos. Foto da família na varanda da casa sede ficou esquecida por quase quatro décadas  no porão de uma residência no Flamengo, onde morava a sobrinha de Santos Dumont. Foi redescoberta somente em 1968..